# 2012年のスポーツ
< 2012年
- 年度別スポーツ記事一覧

2012年のスポーツでは、2012年（平成24年）のスポーツ関連の出来事についてまとめる。
2012年前後：2011年のスポーツ - 2012年のスポーツ - 2013年のスポーツ

## できごと
下記のスポーツはそれぞれの個別記事を参照すること。
2012年の野球（プロ野球、MLB）、2012年のサッカー、2012年の相撲、2012年のバレーボール、2012年のバスケットボール、2012年の日本競馬、2012年の自転車競技（競輪）、2012年のNFL
ただし上記に含まれるスポーツのうち、世界的な影響があった事件、一般社会に対しても長期的かつ大きな影響を及ぼした事件や快挙、複数のスポーツに跨る事態等については本項に重複記載する。

### 1月
- 元日
  - 【駅伝】 全日本実業団対抗駅伝競走大会は、東日本実業団所属の日清食品グループが4時間49分32秒の大会新記録で2年ぶり2回目の優勝。
- 2日 - 【駅伝】 第88回東京箱根間往復大学駅伝競走で、東洋大学が5時間24分45秒の往路新記録で、第37回（1961年〜）第40回（64年）大会の中央大学以来48年ぶりの往路3連覇を達成。翌3日の復路も復路新記録で制し、10時間51分36秒の大会新記録で完全優勝。
- 3日 - 【アメリカンフットボール】 第65回ライスボウルは社会人王者のオービックが学生王者の関西学院に38-28で勝ち、前身のリクルート、シーガルズ時代を含めて2年連続5度目の日本一を達成、連覇は2002〜03年の立命館大学以来9年ぶり。
- 7日 - 【ラグビー】 第91回全国高等学校ラグビーフットボール大会決勝は、東福岡高等学校（福岡）が東海大仰星高等学校（大阪第3）に36-24で勝ち、3年連続4回目の優勝。大会3連覇は2001年度から2004年度（4連覇）の啓光学園（大阪、現・常翔啓光学園）以来8年ぶり史上5校目。
- 8日 - 【ラグビー】 第48回全国大学ラグビーフットボール選手権大会決勝で帝京大学が天理大学を15-12で下し、1982年度から84年度の同志社大学以来史上2校目の3連覇を達成（3回目の優勝。）
- 15日 - 【駅伝】 第30回皇后盃全国都道府県対抗女子駅伝競走大会が京都市で行われ、大阪府が2時間16分37秒で19年ぶり2回目の優勝。
- 21日 - 【卓球】 全日本卓球選手権大会（平成23年度）女子シングルス決勝戦で、福原愛（ANA）が前回覇者の石川佳純（全農）をゲームカウント4-1で下し、出場13回目で初優勝を飾った[1]。
- 22日
  - 【駅伝】 第17回天皇盃全国都道府県対抗男子駅伝競走大会が広島県で行われ、兵庫県が2時間20分19秒で2年ぶり5回目の優勝。
  - 【卓球】 全日本卓球選手権大会（平成23年度）男子シングルス決勝戦で、吉村真晴（山口・野田学園高等学校）が5連覇中だった水谷隼（明治大学）をゲームカウント4-3で下し、史上3人目の高校生での優勝。
- 24日 - 【マラソン】 昨年2月27日に行われた東京マラソン2011で、フルマラソン女子の部で優勝したロシアの選手からドーピングを隠す薬物が検出されたとして東京マラソン財団はこの選手の優勝を取り消し、2位だった樋口紀子（ワコール）を繰り上げ優勝にすると発表した。このロシア選手は昨年4月29日から2年間の出場停止処分の制裁を受けており、東京マラソン以降の成績も失効となる[2]。
- 28日 - 【スキー・ジャンプ】 スキージャンプ・ワールドカップ札幌大会で伊東大貴がワールドカップ初優勝。翌日も優勝。
- 29日 - 【マラソン】 ロンドンオリンピック の代表選考レースである、大阪国際女子マラソンは重友梨佐（天満屋）が2時間23分23秒の日本歴代9位の記録で初優勝。

### 2月
- 8日 - 【バレーボール、野球】 韓国のVリーグ男子チーム尚武で八百長問題が発覚し、逮捕者が出る事件に発展した[3][4]。Vリーグ八百長事件参照。またこの件は韓国プロ野球にも波及し、韓国プロ野球選手の2名も八百長への関与が発覚した（韓国プロ野球八百長事件）。
- 11日 - 【ボクシング】 全日本女子選手権大会が開催され、ミドル級でタレントの山崎静代（よしもとクリエイティブ・エージェンシー）が優勝。3月のアジア選手権と5月の世界選手権でロンドンオリンピック出場を目指す[5]。
- 14日 - 【カーリング】 日本カーリング選手権大会が青森市で行われ、男子はチーム北見（旧名:チーム常呂）が3連覇[6]、女子は中部電力が2連覇を遂げた[7]。
- 19日 - 【スキー】 FISフリースタイルスキー・ワールドカップ（モーグル）第10戦苗場大会で、2010年バンクーバーオリンピック以後休養していた上村愛子（北野建設）が第2位に入賞した。[8]
- 26日 - 【マラソン】 ロンドンオリンピック の男子代表選考レースである東京マラソンはマイケル・キピエゴ(ケニア)が2時間7分37秒で初優勝を飾り、藤原新(東京陸上競技協会）が2時間7分48秒(2位)で日本人トップとなった。
- 27日 - 【ボート】 日本スポーツ仲裁機構(JSAA)はロンドンオリンピックアジア予選の代表選考をやり直すよう日本ボート協会に求めた。代表漏れした武田大作（ダイキ）が決定を不服として仲裁を申し出ていた[9]。

### 3月
- 3日 - 【スキー】 FIS女子ワールドカップ（ジャンプ）個人第11戦蔵王大会で高梨沙羅（上川中3年）が初優勝[10]。
- 3日 - 【スケート】 世界ジュニアスピードスケート選手権大会で髙木美帆（帯広南商高）が総合優勝。日本人の総合優勝は2004年の石野枝里子（白樺学園高等学校（当時））以来6人目[11]。
- 4日
  - 【ゴルフ】 第25回ダイキンオーキッドレディスゴルフトーナメントが行われ、斉藤愛璃がツアー初優勝した[12]。
  - 【マラソン】 ロンドンオリンピック の男子代表選考レースであるびわ湖毎日マラソンは初マラソンのサムエル・ドゥング（ドイツ語版）（ケニア/愛知製鋼）が2時間7分04秒で初優勝を飾り、山本亮（佐川急便）が2時間8分44秒(4位)で日本人トップとなった。
- 11日 - 【マラソン】 ロンドンオリンピック の女子代表選考レースである名古屋ウィメンズマラソンはアルビナ・マヨロワ(ロシア) が2時間23分52秒で初優勝を飾り、尾崎好美(第一生命）2時間24分14秒(2位)で日本人トップとなった。
- 12日 - 【マラソン】 ロンドンオリンピック男女マラソン競技日本代表選手が決定。男子は藤原新（東京陸上協会）・中本健太郎（安川電機）・山本亮（佐川急便）、女子は尾﨑好美（第一生命保険）、木﨑良子（ダイハツ）、重友梨佐（天満屋）という顔触れとなった[13]。
- 19日 - 【ボクシング】 帝拳ジムは所属のWBCスーパーバンタム級王者、西岡利晃が日本人初の名誉王者に昇格したと発表[14]。
- 25日 - 【フェンシング】 フルーレで日本女子がロンドンオリンピックの団体出場権を獲得した。同時に個人枠3も決定[15]。
- 29日
  - 【重量拳げ】 日本ウエイトリフティング協会は女子のロンドンオリンピック出場枠が3から4になったと発表した。ウクライナの選手がドーピングチェックにかかり、日本の世界ランキングが繰り上がったため[16]。
- 30日 - 【スケート】 2012年世界フィギュアスケート選手権ペアで、高橋成美・マーヴィン・トラン組が銅メダル。日本代表として同競技で史上初のメダル獲得を果たした[17]。
- 31日 - 【スケート】 2012年世界フィギュアスケート選手権男子シングルで、髙橋大輔が銀メダル、羽生結弦が銅メダルを獲得し、日本男子初の複数メダルを獲得した。優勝はパトリック・チャン（カナダ）[18]。

### 4月
- 1日 - 【スケート】 2012年世界フィギュアスケート選手権女子シングルで鈴木明子が銅メダルを獲得した。優勝はカロリナ・コストナー（イタリア）[19]。
- 5日 - 【水泳】 第88回日本選手権水泳競技大会女子200m個人メドレーで、加藤和（山梨学院大学、福島市出身）が初優勝しロンドンオリンピック出場を決めた。「福島のために頑張った」と話す[20]。
- 6日
  - 【水泳】 第88回日本選手権水泳競技大会男子200m平泳ぎで、北島康介が100mに続き優勝。4大会連続のオリンピック出場を決めた。
  - 【水泳】 同大会男子200mバタフライで、金田和也が派遣標準記録を突破しオリンピック出場を決めた。母がモントリオール、幻のモスクワオリンピック代表の山崎幸子で親子二代のオリンピック出場[21]。
- 7日
  - 【レスリング】 ロンドン五輪アジア予選フリースタイル60kg級で湯元健一が優勝し、2大会連続のオリンピック出場を決めた。双子の弟である55kg級の湯元進一も出場を決めており、双子での同競技出場は初[22]。
  - 【水泳】 第88回日本選手権水泳競技大会女子200m平泳ぎで、渡部香生子（武蔵野高校1年）が2位に入り、オリンピック出場を決めた[23]。
- 8日 - 【体操】全日本体操競技個人総合選手権大会（兼ロンドンオリンピック2次選考会）が行われ、男子は内村航平、女子は田中理恵が優勝した。5月4日〜5日に行われるNHK杯（兼五輪最終選考会）で代表が決定する[24]。
- 14日
  - 【水泳（飛込）】 - 飛び込み日本選手権（高飛び込み）で中川真依が2年ぶり6度目の優勝。同競技ただ一人のオリンピック代表の意地をみせる[25]。
  - 【サッカー・バレーボール】 - イタリアでセリエB・リヴォルノ所属のピエルマリオ・モロジーニが試合途中で死亡した。同国では先月、バレーボールのヴィゴール・ボボレンタが突然死した事件があったばかり[26]。
- 15日
  - 【柔道】 全日本女子選手権（兼ロンドンオリンピック代表選考会）が開かれ、山部佳苗（山梨学院大）が初優勝した[27]。
  - 【競歩】 日本選手権50km競歩が行われ、山崎勇喜（自衛隊）が3時間41分47秒で優勝し、派遣設定記録の3時間52分を切ったタイムで優勝したため、3大会連続のオリンピック代表に決まった[28]。
  - 【マラソン】 ロッテルダムマラソンは、女子の部でティキ・ゲラナ(エチオピア)が世界歴代4位の2時間18分57秒の好タイムで優勝した[29]。
- 17日 - 【ボクシング】 日本アマチュアボクシング連盟は、ミドル級選手の山崎静代（よしもとクリエイティブ・エージェンシー）の脳に異常なしと発表。一部週刊誌が異常ありと報じたことを受け、同日精密検査を行った。[30]
- 20日
  - 【シンクロナイズドスイミング】 - ロンドンオリンピック最終予選会で、小林千紗・酒井麻里子組が五輪出場枠を獲得した[31]。
  - 【フェンシング】 ロンドンオリンピックのアジア・オセアニア地区最終予選エペで、中野希望（大垣共立銀行）が優勝し、初の五輪出場を決めた[31]。
  - 【陸上競技】 南アフリカ選手権の女子800m走でキャスター・セメンヤが優勝しロンドンオリンピック出場を決めた。セメンヤは2009年世界陸上の金メダリストながら性別疑惑が浮上し、医学的調査の結果出場が認められた[32]。
- 22日
  - 【マラソン】 ロンドンマラソン女子でメアリー・ケイタニー(ケニア)が世界歴代3位の2時間18分37秒で2連覇[33]。一方で、30歳の女性ランナーが死亡した[34]。
  - 【テニス】 女子国別対抗戦フェド杯の1部入替戦が行われ、日本が4勝1敗でベルギーに勝ち、2007年以来の1部昇格を決めた[35]。
- 27日 - サッカーJリーグに限定されているスポーツ振興くじの対象を他競技にも拡大できるよう、スポーツ議員連盟が法改正する方針を固めた。ラグビートップリーグなどが候補として上がっている[36]。
- 28日
  - 【トランポリン】 ロンドンオリンピック代表最終選考会が行われ、上山容弘が優勝。2大会連続の出場が決定した[37]。
- 29日
  - 【ボート】 韓国・忠州で行われたロンドンオリンピックアジア予選の軽量級ダブルスカルで、武田大作・浦和重組が優勝し出場権を獲得した。武田はJSAAの裁定による代表決定再レースで勝ち上がり、アジア予選代表となっていた。
  - 【柔道】 無差別級で行われる全日本柔道選手権で、90kg級の加藤博剛が優勝した。100kg超級以外の選手が優勝するのは40年ぶり[38]。加藤は世界ランキングが22位未満のため、ロンドンオリンピックには出場できない[39]。

### 5月
- 2日
  - 【水泳】 日本水泳連盟は、アレクサンドル・ダーレ・オーエン選手の急死をうけ、高地合宿の実施を再検討することを決めた[40]。
  - JOCは加盟団体が不正に国庫補助金を受給していたことをうけ、指針を作成することを決めた[40]。
- 3日
  - 【陸上】 国際陸上競技連盟は生体パスポート制度により、ポルトガル人選手を4年間の出場禁止処分にしたと発表。同制度の導入以来、陸上競技選手としては初めて[41]。
- 4日
  - ロンドン五輪のメインスタジアムがこけら落としを迎え、一般に公開された[42]。
- 5日
  - 【体操】 NHK杯兼ロンドン五輪代表最終選考会が行われ代表が決定、田中和仁、田中理恵、田中佑典の3兄弟が選出された。3人兄弟が同一競技で五輪出場するのは史上二組目[43]。
  - 【ホッケー】 ロンドン五輪世界最終予選でさくらジャパンがアゼルバイジャンを破り優勝。3大会連続の五輪出場を決めた[44]。
- 8日
  - 【水泳】 日本水泳連盟は、是非を巡り再検討していた高地合宿を予定通り行うと発表した[45]。
- 10日 - ギリシャのオリンピアで、ロンドンオリンピックの採火式が行われた。ギリシャ国内、グレートブリテン島およびアイルランド島で聖火リレーが行われる[46]。
- 13日
  - 【柔道】 全日本選抜柔道体重別選手権大会が行われ、男女14人のロンドン五輪の代表が決定。女子48kg級で世界選手権2連覇の浅見八瑠奈が1回戦で岡本理帆（藤枝順心高）に敗れる大波乱。
  - 【ボクシング】 アマチュアボクシングのロンドン五輪予選が行われ日本人選手は敗退したが、アマチュアボクシング連盟は五輪推薦枠を事前申請していなかったことが発覚し、ロンドン五輪出場は完全に道を閉ざされた。
  - 【射撃】 日本体育協会は、2019年から国体におけるクレー射撃競技を隔年開催にすることを決定した。射撃協会の内紛が長期化した災い。
- 18日 - 日本陸上競技連盟はロンドン五輪のメダリストおよび入賞者の報奨金を決定した。北京五輪と同額で金メダリストには1,000万円[47]。
- 23日 - IOC理事会が開催され、2020年夏季オリンピックの開催地候補地として、東京（日本）、イスタンブール（トルコ）、マドリード（スペイン）の3都市が決定。来年9月のIOC総会で開催地が決定される[48]。
- 25日 - 【剣道】イタリア・ノヴァーラで行われた世界剣道選手権大会で高鍋進（神奈川県警）が初優勝[49]。
- 27日
  - 【レスリング】 W杯女子国別対抗戦の55kg級で吉田沙保里が敗れる波乱で連勝は58でストップ[50]。
  - 【ボクシング】 日本アマチュアボクシング連盟は、競技普及への貢献で山崎静代を特別表彰した[50]。
- 29日 - 2020年東京オリンピック招致委員会は、招致エンブレムを発表した。また、アシックス、デサント、JTB、近畿日本ツーリストの4社とオフィシャルパートナー契約を締結した[51]。

### 6月
- 5日
  - JOCはロンドン五輪の出場枠を確保している中山由起枝（クレー射撃）を個人資格で出場させることを決定。射撃協会の内紛が災い[52]。
  - 【ラグビー】 坂田好弘が国際ラグビー評議会が定めたラグビー殿堂入りを果たした。日本人で初の快挙[53]。
- 6日
  - 【スポーツチャンバラ】 日本体育協会は理事会で日本スポーツチャンバラ協会の加盟を受理、登録競技者数は375,000人で57番目の競技団体となった[54]。
- 8日 - 【陸上】 第96回日本陸上選手権400m障害で為末大が転倒し予選落ち、現役引退を表明した[55]。
- 9日 - 【テニス】 全仏オープン女子でマリア・シャラポワが初優勝し、キャリアグランドスラムを達成した。女子では10人目。
- 10日
  - 【ゴルフ】 兵庫県・六甲国際ゴルフ倶楽部で行われたサントリーレディスで、韓国の高校2年生・金孝周（キム・ヒョージュ）が日本女子ツアー史上3人目となるアマチュアでの優勝を飾ると共に、2003年9月のミヤギテレビ杯ダンロップ女子で宮里藍が記録した18歳101日を上回る16歳332日のツアー最年少優勝記録を更新した。また金はこの日11アンダーで回り、18ホールの最少ストローク新記録となる61を記録した[56]。
  - 【ボクシング】 WBCウェルター級タイトルマッチがネバダ州ラスベガスで行われ、マニー・パッキャオが判定負け。パッキャオの敗戦は2005年3月以来7年ぶり[57]。
- 11日
  - 日本陸上競技連盟は理事会を開き、ロンドンオリンピック代表選手39名を選出した[58]。
  - 【テニス】 降雨により中断、順延された全仏オープン決勝でラファエル・ナダルがノバク・ジョコビッチを下して3連覇で大会通算最多の7回目の優勝。クレーコートでの強さを見せつける[59]。
- 13日
  - ロンドン五輪聖火リレーで塚田真希が聖火ランナーを務めた[60]。塚田はJOCのスポーツ指導者海外研修員としてロンドンに在住している[61]。
- 18日 - 日本オリンピック委員会は、ロンドン五輪日本選手団の主将に陸上男子やり投げの村上幸史、旗手にレスリング女子55キロ級の吉田沙保里に決めたと発表した[62]。
- 20日 - 【ボクシング】 日本初の団体王座統一戦が行われ、WBC世界ミニマム級王者の井岡一翔が3-0の判定で、WBA世界ミニマム級王者の八重樫東を破って、日本人初の、世界王者同士の統一戦に勝利した統一王者となった[63][64]。

### 7月
- 1日
  - ラグビー元日本代表の大八木淳史が芦屋学園中学校・高等学校の校長に就任した[65]。
- 3日
  - 【陸上】 日本陸連は、ロンドンオリンピックのリレー3種目で出場枠を確保したと発表。女子400mリレーは東京大会以来48年ぶりの出場で、出場すれば陸上競技では戦後最年少となる土井杏南らの選出が正式決定した[66]。
- 5日
  - ロンドンオリンピック日本選手団（出場予定選手）が、昨日のビーチバレー男子代表決定戦をもって確定し、293人となった[67]。
- 7日
  - 【テニス】 ウィンブルドン選手権女子決勝が行われ、第6シードのセリーナ・ウィリアムズが通算5度目の優勝を飾った[68]。
  - 【レスリング】 イギリスアンチドーピング機関は、ミロスラフ・ダイクンを2年間の資格停止にすると発表。ダイクンは地元ロンドンオリンピックでのメダル候補だった[68]。
- 8日 - 【テニス】 ウィンブルドン選手権男子決勝が行われ、ロジャー・フェデラーがアンディ・マリーを破って通算7度目の優勝を飾った[69]。通算7度目の優勝はピート・サンプラスらに並び、大会最多タイとなった。マリーは4大大会では76年ぶりとなる英国勢優勝は果たせなかった[68]。
- 10日
  - 【バドミントン】 潮田玲子が本年9月のヨネックスオープンを以て引退することを発表[70]。
  - ユニバーシアード光州大会組織委員会は、数競技で韓国と北朝鮮の統一チーム結成を国連仲介で呼びかけた[70]。
- 11日
  - 日本体育協会は2016年の第71回国民体育大会の開催地を岩手県とすることを正式に決定した。震災復興に多額の予算を要する岩手県に対し、競技施設の要件緩和や一部競技を隣接県で開催するなど配慮する[71]。
  - 6月に米国反ドーピング機関から告発されていたランス・アームストロングの関係者3人がドーピングに関わっていたとして、同機関は3人を永久追放処分とした[71]。
  - 日本バスケットボール協会は、JOCや日本スポーツ振興センターの助成事業助成金を不適切に受け取ったと会計検査院に指摘されたことを公表した[71]。
- 12日 - IOCは、サウジアラビアが柔道と陸上競技の女性代表選手をロンドンオリンピックに派遣すると発表。これですべてのロンドンオリンピック参加国・地域が女子選手を派遣することを決定した[72]。
- 13日 - 国立競技場の改修構想有識者会議が開催され、国際コンペティションを実施することを決定した。同競技場は2020年夏季オリンピック構想のメインスタジアムに予定されている[73]。
- 14日 - 【フライングディスク】 この日までWFDF2012世界アルティメット&ガッツ選手権が行われ、アルティメット日本女子代表が20年ぶり2回目の優勝を飾った[74]。
- 17日
  - ロンドンオリンピック組織委員会は、サッカー競技の入場券が50万枚売れ残る見通しと発表。プレミアリーグのお膝元でサッカー競技の集客は以前から疑問視されていた[75]。
- 21日
  - IOCは、南スーダン出身のマラソン選手グオル・マリアルを個人資格でロンドンオリンピックに出場させると発表。参加標準A記録を突破しながら、同国にまだ国内オリンピック委員会がないための救済措置[76]。
  - IOCは、アテネオリンピック陸上競技1600mリレーで金メダルを獲得したクリスタル・コックスのメダル剥奪を決定。同人がドーピング違反を認めた[76]。
- 22日
  - 【ソフトボール】 カナダで開催されていた世界女子ソフトボール選手権で日本がアメリカを延長10回2 - 1で下し11大会ぶり2回目の優勝。
- 24日 - 【柔道】 ロンドンオリンピックに出場予定だった100kg超級のアブドゥロ・タングリエフがドーピング違反で出場禁止となった[77]。
- 25日 - 【ロンドンオリンピック】 開会式を2日後に控え、女子サッカー競技が開始された。初戦はイギリスがニュージーランドに1-0で勝利した[78]。
- 27日 - 【ロンドンオリンピック】 ロンドン(イギリス)で、開会式が行われた。田園風景や、工業発達の様子などを披露した。また、イギリスの作家J・K・ローリングが書いた、ハリーポッターのことも織り込まれた。その後選手入場が行われた。インド選手団入場の時に、旗手付近で、関係のない女性がいっしょに行進していたことが明らかとなった。

### 8月
- 1日 - 【バドミントン】 世界バドミントン連盟は、ロンドンオリンピック女子ダブルスで無気力試合があったとして、中国や韓国らの4ペアを失格処分としたと発表した[79]。
- 2日 - 【ボクシング】 国際ボクシング協会は、ロンドンオリンピックの清水聡-マゴメド・アブドゥルハミドフ戦で判定に問題があったとして、トルクメニスタン人審判員を大会から追放したと発表した[80]。
- 8日 - 【レスリング】 ロンドンオリンピックのレスリング女子63kg級で伊調馨が優勝。オリンピックにおける日本の女子選手では初の3連覇[81]。
- 9日
  - 【レスリング】 ロンドンオリンピックのレスリング女子55kg級で吉田沙保里が優勝。前日の伊調馨に続きオリンピック3連覇を遂げるとともに、「開会式旗手は金メダルをとれない」ジンクスを打破[82]。
- 10日 - 【陸上競技】 国際陸上競技連盟は、「世界リレー」を新設し、2014年及び2015年にナッソー(バハマ)で開催することを発表した[83]。
- 11日 - IOCは、現役アスリート委員選挙でトップ当選していた室伏広治の当選を取り消しを発表。選挙活動規定違反のため[84]。
- 12日
  - 【ロンドンオリンピック】 17日間に渡るロンドンオリンピックが閉幕[85]。
  - 【プロレス】 両国国技館で開催された新日本プロレスG1 CLIMAXでオカダ・カズチカが初優勝。
- 13日 - 【陸上競技】 IOCはロンドンオリンピック砲丸投で優勝したナドゼヤ・オスタプチュク（ベラルーシ）の金メダル剥奪を発表。試合後のドーピング検査で陽性反応が出たため。同選手は決定に抗議している[86]。
- 15日
  - 【競馬】 JRAは、武豊騎手の4日間騎乗停止を発表。同騎手は11日にイギリスで行われたシャーガーカップで不適切な行為があったとして英国競馬統括機構から騎乗停止処分を受けていた[87]。
- 20日 - 【ロンドンオリンピック】 ロンドンオリンピックの日本人選手メダリストが、東京都銀座でパレードを行い、沿道には約50万人が詰めかけた。IOC主催によるメダリストパレードは初めて[88]。
- 24日
  - 【自転車】 6月に米国反ドーピング機関から告発を受けていたランス・アームストロングが今後嫌疑について争わないと23日に発表したことをうけ、同機関は自転車競技からの永久追放処分と全タイトル剥奪を発表[89]。同選手はツール・ド・フランスを7連覇をするなど自転車競技の世界的第一人者であった。

  - 【ラグビー】 31日に開幕するトップリーグで、出場できる外国人選手を従来の3人から2人へ変更、別にアジア枠1名と発表[90]。
- 26日 - 【ゴルフ】 カナディアン女子オープンでアマチュアのリディア・コー（ニュージーランド）がツアー最年少の15歳4か月で初勝利。これまでのUSLPGA最年少記録は、アレクシス・トンプソンの16歳7か月。アマ選手のツアー優勝は43年ぶり[91]。
- 29日 - 第14回夏季パラリンピック・ロンドン大会の開会式が行われた。参加国・地域は164か国、参加人数は約4,300人 [92]。
- 31日 - 【陸上】 エスビー食品が、男子陸上部を2012年度限りで廃部することを発表[93]。

### 9月
- 5日 - 韓国オリンピック委員会は、ロンドンオリンピックバドミントン競技で無気力試合を行ったとされた4選手の国内試合出場停止処分を解除した。国際大会は引き続き1年間の出場停止[94]。
- 6日 - IOCは2020年夏季オリンピック開催候補都市の視察スケジュールを発表。東京は2013年3月4日から7日まで[94]。
- 9日
  - 第14回夏季パラリンピック・ロンドン大会の閉会式が行われ、12日間に渡る熱戦の幕を閉じた[95]。
  - 【ゴルフ】 三重県・涼仙ゴルフ倶楽部で行われた男子プロゴルフツアー「トーシン・トーナメント」で、池田勇太と呉阿順(中国)のプレーオフとなったが、降雨による2時間強の中断の影響により日没後までプレーオフが行われた。ホールごとに距離が短くなる異例の処置がとられ、4ホール目（距離45ヤード）で決着した。優勝したのは呉で日本ツアー初制覇となった[96]。
- 10日 - 【テニス】 全米オープンでアンディ・マレーが4大大会初優勝。イギリスの選手としては、1936年のフレッド・ペリー以来76年ぶりの優勝。
- 15日 - 【水泳】 第67回国民体育大会の競泳少年男子A200メートル平泳ぎ決勝で、山口観弘（鹿児島・志布志高）が2分7秒01の世界新記録を樹立[97]。
- 16日
  - 【テニス】 デビスカップ入替戦の日本-イスラエル戦において日本は2-3で敗れ、アジア・オセアニアゾーン1部へ降格[98]。
  - 大手電機メーカーのパナソニックが、バスケットボール部とバドミントン部を今季限りで休部すると報道される[98]。
  - 【ゴルフ】 8月に開催されたCATレディースで優勝した全美貞（韓国）が、大会の副賞である小型ショベルカーを「震災復興のために」と宮城県に寄贈。この日、贈呈式が行われた[99]。
- 29日 - 【レスリング】 吉田沙保里が世界選手権で優勝。世界大会13連覇を達成し、アレクサンドル・カレリンの12連覇の記録を破り史上最多記録となった[100]。
- 30日 - 【ゴルフ】 愛知県・三好カントリー倶楽部西コースで行われた「第43回コカ・コーラ東海クラシック・最終日」は、台風17号の影響により「安全確保の優先」を理由として無観客で行われた。ゴルフ大会が無観客で行われたのは日本ゴルフツアー機構発足以来初めて。なお大会は韓国のH・W・リューが片山晋呉とのプレーオフを制して日本ツアー初制覇を飾った[101]。

### 10月
- 7日
  - 【オリンピック】 ソチ五輪組織委員会は聖火リレーの概要を発表。ロシアの最西端カリーニングラードからウラジオストクまで123日間かけて聖火リレーを行う[102]。
  - 【自動車】 鈴鹿サーキットで開催されたF1日本グランプリ決勝で小林可夢偉が3位に入り鈴鹿では鈴木亜久里以来22年ぶりに日本人が表彰台に上がる[103]。
- 8日
  - 【駅伝】 出雲全日本大学選抜駅伝競走が行われ青山学院大学2時間9分41秒で初優勝。
- 22日 - 【ホッケー】 日本ホッケー協会は日本代表の新監督を発表、男子は姜建旭（留任）、女子は柳承辰（現コカ・コーラレッドスパークス監督）。任期は2016年のリオデジャネイロオリンピックまで[104]。
- 23日 - 【レスリング】吉田沙保里が国民栄誉賞の受賞が決定した[105]。

### 11月
- 5日 - 【柔道】 全日本柔道連盟は、男子代表チーム監督に井上康生が就任したと発表[106]。
- 6日 - 【レスリング】 ロンドンオリンピック男子フリースタイル74kg級で銅メダルを獲得したソスラン・ティギエフ(ウズベキスタン)がドーピング違反によりメダルが剥奪されることになった。
- 11日 - 【ゴルフ】 静岡県・太平洋クラブ御殿場コースで行われた「三井住友VISA太平洋マスターズ」で、石川遼が2年ぶりのツアー優勝で通算10勝目を達成。21歳1ヵ月24日での達成は1973年のツアー制度施行後、史上最年少記録となった[107]。
- 14日 - 【ゴルフ】 2012年の日本女子ツアーの賞金女王は韓国出身の全美貞に決定。ツアーは2戦残っているが、ランキング2位の有村智恵が米国女子ツアー予選会出場のため、またランキング3位のアン・ソンジュ（韓国）がケガの治療のため2戦とも出場しないため全の賞金女王が確定したもの。これで韓国勢が3年連続で賞金女王となった[108]。
- 20日 - 【競馬】 日本でも騎乗経験のあるオーストラリアのダミアン・オリヴァーが、2年前に行われた自身の騎乗したレースで他の馬の馬券を購入していたとして現地の競馬運営団体から10ヵ月間の騎乗停止処分を受けたことが明らかになった[109]。

## 総合競技大会
- 第1回インスブルックユースオリンピック（1月13日〜22日）- 日本の獲得メダル: 金2、銀5、銅9
- 第3回アジアビーチ競技大会（6月16日〜22日、 中国・海陽市）- 日本の獲得メダル: 金1、銀3、銅2
- 第30回夏季オリンピック（ロンドンオリンピック、7月27日〜8月12日）- 日本の獲得メダル: 金7、銀14、銅17

| 順                           | 国・地域                 | 金 | 銀 | 銅 | 計  |
| ---------------------------- | ------------------------ | -- | -- | -- | --- |
| 1                            | アメリカ合衆国 (USA)     | 46 | 29 | 29 | 104 |
| 2                            | 中国 (CHN)               | 38 | 27 | 23 | 88  |
| 3                            | イギリス (GBR)（開催国） | 29 | 17 | 19 | 65  |
| 4                            | ロシア (RUS)             | 24 | 26 | 32 | 82  |
| 5                            | 韓国 (KOR)               | 13 | 8  | 7  | 28  |
| 6                            | ドイツ (GER)             | 11 | 19 | 14 | 44  |
| 7                            | フランス (FRA)           | 11 | 11 | 12 | 34  |
| 8                            | イタリア (ITA)           | 8  | 9  | 11 | 28  |
| 9                            | ハンガリー (HUN)         | 8  | 4  | 5  | 17  |
| 10                           | オーストラリア (AUS)     | 7  | 16 | 12 | 35  |
| 詳細はメダル受賞数一覧を参照 |                          |    |    |    |     |

- 第14回夏季パラリンピック・ロンドン大会 8月29日〜9月9日
- 第67回国民体育大会（冬季スケート・アイスホッケー: 1月28日 - 2月1日・岐阜県、愛知県、冬季スキー: 2月14日 - 17日・岐阜県、本大会会期前競技（水泳）:9月13日 - 17日・岐阜県、本大会: 9月29日 - 10月9日・岐阜県）
天皇杯順位: 優勝岐阜県、第2位東京都、第3位愛知県
皇后杯順位: 優勝岐阜県、第2位東京都、第3位愛知県
- 第12回全国障害者スポーツ大会（10月13日 - 15日、岐阜県）

## アイスホッケー

### NHL
- NHLオールスターゲーム（1月29日、 カナダ スコシアバンク・プレイス）
チーム・チャラ 12-9 チーム・アルフレッドソン

### 日本国内
- 第79回全日本アイスホッケー選手権大会（2月7日〜14日、 日本 青森県八戸市 テクノルアイスパーク新井田、南部山アイスアリーナ）
決勝: 日本製紙クレインズ 3-1 王子イーグルス

## アメリカンフットボール

### NFL
- プロボウル（1月29日、 アメリカ合衆国 アロハ・スタジアム）
AFC 59-41 NFC
- スーパーボウル（2月5日、 アメリカ合衆国ルーカス・オイル・スタジアム）
ニューヨーク・ジャイアンツ（NFC） 21-17ニューイングランド・ペイトリオッツ（AFC）
  - 4年ぶり4回目

### 日本の大会
- 第66回ライスボウル（1月3日、東京ドーム）
オービックシーガルズ（社会人代表、2年連続5回目） 38-28 関西学院大学ファイターズ （学生代表）
- 第67回毎日甲子園ボウル（12月16日、阪神甲子園球場）
関西学院大学ファイターズ（関西学生代表、2年連続25回目） 20-17 法政大学トマホークス（関東学生代表）
- 第26回ジャパンエックスボウル（12月17日、東京ドーム）
オービックシーガルズ（Xセントラル、3年連続7回目） 27-24 鹿島ディアーズ（Xイースト）

## オートレース
- 第25回全日本選抜オートレース（2月8日〜12日、山陽オートレース場）優勝: 有吉辰也

## オリエンテーリング
- 世界オリエンテーリング選手権（14日〜20日、 スイス ローザンヌ）
  - ロング競技（男子）優勝: オラフ・ルンダネス( ノルウェー)
  - ロング競技（女子）優勝: シモーネ・ニグリ＝ルーダー( スイス)
  - ミドル競技（男子）優勝: エドガー・ベルツクス( ラトビア)
  - ミドル競技（女子）優勝: ミンナ・カウッピ( フィンランド)
  - スプリント競技（男子）優勝: マティアス・キブルツ( スイス)
  - スプリント競技（女子）優勝: シモーネ・ニグリ＝ルーダー( スイス)
  - リレー競技（男子）優勝:  チェコ
  - リレー競技（女子）優勝:  スイス
- オリエンテーリング・ワールドカップ2012（シリーズ合計13戦）
  - 総合優勝（男子）: マティアス・キブルツ( スイス)
  - 総合優勝（女子）: シモーネ・ニグリ＝ルーダー( スイス)

## カーリング

### 日本国内
- 第29回日本カーリング選手権大会（2月9日〜14日、 日本 青森県青森市 青森市スポーツ会館）
男子決勝: チーム北見 4-2 SC軽井沢クラブ
女子決勝: 中部電力 8-6 ロコ・ソラーレ北見

## 競艇
スペシャルグレードの全レースもしくは主要グレードレース（全国発売GI）の結果についてのみまとめるものとする。この年だけ新鋭王座と女子王座の大会が年2回、開催された。そして年末に新しい大会として賞金女王決定戦が新設された。
| グレード | 競走名                               | 開催競艇場 | 期間                | 優勝者             |
| -------- | ------------------------------------ | ---------- | ------------------- | ------------------ |
| GI       | 第26回新鋭王座決定戦競走             | 芦屋       | 1月24日 - 29日      | 松尾昂明（福岡）   |
| GI       | 第25回女子王座決定戦競走             | 多摩川     | 2月28日 - 3月5日    | 田口節子（岡山）   |
| SG       | 第47回総理大臣杯競走                 | 戸田       | 3月15日 - 20日      | 馬袋義則（兵庫）   |
| GI       | 第13回名人戦競走                     | 下関       | 4月24日 - 29日      | 井川正人（長崎）   |
| SG       | 第39回笹川賞競走                     | 浜名湖     | 5月22日 - 27日      | 井口佳典（三重）   |
| SG       | 第22回グランドチャンピオン決定戦競走 | 芦屋       | 6月19日 - 24日      | 太田和美（奈良）   |
| SG       | 第17回オーシャンカップ競走           | 尼崎       | 7月17日 - 22日      | 井口佳典（三重）   |
| GI       | 第26回女子王座決定戦競走             | 若松       | 7月31日 - 8月5日    | 山川美由紀（香川） |
| SG       | 第58回モーターボート記念競走         | 桐生       | 8月21日 - 26日      | 瓜生正義（福岡）   |
| GI       | 第27回新鋭王座決定戦競走             | 徳山       | 9月25日 - 30日      | 茅原悠紀（岡山）   |
| SG       | 第59回全日本選手権競走               | 福岡       | 10月23日 - 28日     | 丸岡正典（奈良）   |
| SG       | 第15回チャレンジカップ競走           | 児島       | 11月20日 - 25日     | 平尾崇典（岡山）   |
| GI       | 第1回賞金女王決定戦競走              | 大村       | 12月11日 - 12月16日 | 三浦永理（静岡）   |
| SG       | 第27回賞金王シリーズ戦競走           | 住之江     | 12月19日 - 24日     | 篠崎元志（福岡）   |
| SG       | 第27回賞金王決定戦競走               | 住之江     | 12月21日 - 24日     | 山崎智也（群馬）   |

## 競馬

### アラブ首長国連邦(UAE)
- ドバイワールドカップデー（3月31日・メイダン競馬場）[110]
  - ドバイゴールドカップ 優勝：オピニオンポール、騎手：ランフランコ・デットーリ
  - UAEダービー 優勝：ダディロングレッグス、騎手：コルム・オドノヒュー
  - アルクオーツスプリント 優勝：オルテンシア、騎手：クレイグ・ウィリアムズ
  - ドバイデューティフリー 優勝：シティスケープ、騎手：ジェームス・ドイル
  - ドバイシーマクラシック 優勝：シリュスデゼーグル、騎手：オリビエ・ペリエ
  - ドバイワールドカップ 優勝：モンテロッソ、騎手：ミカエル・バルザローナ

### 香港
- 第38回クイーンエリザベス2世カップ（4月29日・沙田競馬場）優勝：ルーラーシップ、騎手：ウンベルト・リスポリ[111]
- ロンジン香港国際競走（12月9日・沙田競馬場）[112]
  - 香港ヴァーズ 優勝：レッドカドー、騎手：ジェラルド・モッセ
  - 香港スプリント 優勝：ロードカナロア、騎手：岩田康誠
  - 香港マイル 優勝：アンビシャスドラゴン、騎手：ザカリー・パートン
  - 香港カップ 優勝：カリフォルニアメモリー、騎手：マシュー・チャドウィック

### フランス
- プール・デッセ・デ・プーリッシュ（フランス1000ギニー、5月13日・ロンシャン競馬場）優勝：ビューティーパーラー、騎手：クリストフ・スミヨン[113]
- 第91回凱旋門賞（10月7日・ロンシャン競馬場）優勝：ソレミア、騎手：オリビエ・ペリエ[114]

### イギリス
- 第233回イギリスダービー（6月2日・エプソム競馬場）優勝：キャメロット、騎手：ジョセフ・オブライエン[115]
- 第62回キングジョージ6世&クイーンエリザベスステークス（7月21日・アスコット競馬場）優勝：デインドリーム、騎手：アンドレアシュ・シュタルケ[116]

### ドイツ
- 第122回ベルリン大賞典（7月22日・ホッペガルテン競馬場）優勝：ミアンドル、騎手：マキシム・ギュイヨン[117]

### アメリカ
- 第29回ブリーダーズカップ（11月2日 - 3日・サンタアニタパーク競馬場）[118]
  - ブリーダーズカップ・ターフ 優勝：リトルマイク、騎手：ラモン・ロドリゲス
  - ブリーダーズカップ・クラシック 優勝：フォートラーンド、騎手：ブライアン・エルナンデス・ジュニア

## ゴルフ

### PGA・日本男子賞金王
- 藤田寛之（初）

### JLPGA 賞金女王
- 全美貞（初）

### 世界4大大会（男子）
- マスターズ（4月5日 - 8日、アメリカ・ジョージア州・オーガスタ・ナショナルGC）
  - 優勝：バッバ・ワトソン( アメリカ合衆国)-10(278)※プレーオフ、メジャー初制覇
    - 日本人最高は松山英樹の+9(297)で54位タイ
- 全米オープンゴルフ（6月14日 - 17日、アメリカ・カリフォルニア州・オリンピッククラブ）
  - 優勝：ウェブ・シンプソン( アメリカ合衆国) +1(281)※メジャー初制覇
    - 日本人最高は藤田寛之の+13(293)で51位タイ
- 全英オープンゴルフ（7月19日 - 22日、イギリス・ロイヤルリザム&セントアンズゴルフクラブ）
  - 優勝：アーニー・エルス( 南アフリカ共和国) -7(273)※10年ぶり二度目
    - 日本人最高は藤本佳則の+7(287)で54位タイ
- 第94回全米プロゴルフ選手権（8月9日 - 12日、アメリカ・サウスカロライナ州キアワ島・キアワアイランドゴルフリゾートオーシャンC）
  - 優勝：ローリー・マキロイ( 北アイルランド) -13(275)※本大会初優勝、メジャー2勝目
    - 日本人最高は石川遼の+7(295)で59位タイ

### 世界4大大会（女子）
- クラフト・ナビスコ選手権（3月29日 - 4月1日、アメリカ・カリフォルニア州・ミッションヒルズCC）
  - 優勝：ユ・ソンヨン( 韓国) -9 (279)※プレーオフ
    - 日本人最高は宮里藍の+5(293)で56位タイ
- 全米女子プロゴルフ選手権（6月7日 - 10日、アメリカ・ニューヨーク州・ローカストヒルCC）
  - 優勝：フォン・シャンシャン（馮珊珊、 中国） -6 (282)※メジャー初制覇
    - 日本人最高は宮里美香の-4(284)で2位タイ
- 全米女子オープン（7月5日 - 8日、アメリカ・ウィスコンシン州・ブラックウルフランクラブ）
  - 優勝：チェ・ナヨン（崔羅蓮、 韓国） -7 (281)※メジャー初制覇
    - 日本人最高は宮里美香の+3(291)で7位タイ
- 全英リコー女子オープン（9月13日 - 16日、英国・ロイヤルリバプールGC）
  - 優勝：申智愛( 韓国) -9(279)※4年ぶり二度目
    - 日本人最高は宮里美香の+2(290)で4位
      - なお9月14日の大会2日目は強風の影響により中止となったため、最終日は36ホールで行われた。

### JGTO・日本男子メジャー大会
- 第80回日本プロゴルフ選手権大会（5月10日 - 13日、栃木県那須烏山市・烏山城CC）
  - 優勝：谷口徹( 日本) -4(284)※2年ぶり二度目
- 第13回日本ゴルフツアー選手権（5月31日 - 6月3日、茨城県笠間市・宍戸ヒルズCC西コース）
  - 優勝：藤本佳則( 日本) -13(271)※ツアー初優勝でかつメジャー初制覇
- 第77回日本オープンゴルフ選手権（10月11日 - 14日、沖縄県島尻郡八重瀬町・那覇GC）
  - 優勝：久保谷健一( 日本) +8(292)※本大会初優勝（メジャー2勝目）
- 第49回ゴルフ日本シリーズ（11月29日 - 12月2日、東京都稲城市・東京よみうりCC）
  - 優勝；藤田寛之( 日本) -18(262)※大会三連覇

### JLPGA・日本女子メジャー大会
- 第40回ワールドレディスチャンピオンシップ（5月3日 - 6日、茨城県つくばみらい市・茨城GC西コース）
  - 優勝：アン・ソンジュ（安宣柱、 韓国） -8(208)※プレーオフ、大会連覇
    - 日本人最高は宮里美香の-5(211)で7位
      - なお5月3日の大会初日は雨のため中止となったため、3日間54ホール競技に短縮となった。
- 第45回日本女子プロゴルフ選手権大会（9月6日 - 9日、滋賀県甲賀市・タラオCC西コース）
  - 優勝：有村智恵( 日本) -13(275)※メジャー初制覇
- 第45回日本女子オープンゴルフ選手権（9月27日 - 30日、神奈川県横浜市保土ケ谷区・横浜CC西コース）
  - 優勝：フォン・シャンシャン( 中国) EVEN(288)※日本女子メジャー初制覇
    - 日本人最高は宮里美香の+3(291)で4位
- 第34回LPGAツアーチャンピオンシップ（11月22日 - 25日、宮崎県宮崎市・宮崎CC）
  - 優勝：イ・ボミ( 韓国) -13(275)※メジャー初制覇
    - 日本人最高は佐伯三貴の-7(281)で3位

## 柔道
- ワールドマスターズ2012（1月14日〜15日、 カザフスタン アルマトイ）
- 全日本女子柔道選手権大会（4月15日、横浜文化体育館）
優勝: 山部佳苗（山梨学院大学）（初優勝）
- 全日本柔道選手権大会（4月29日、日本武道館）
優勝: 加藤博剛（千葉県警）（初優勝）

## 水泳
- 第53回日本選手権(25m)水泳競技大会（2月11日〜12日、東京辰巳国際水泳場）
- 第88回日本選手権水泳競技大会競泳競技（4月2日〜8日、東京辰巳国際水泳場）

## スケート

### スピードスケート
- 世界スプリントスピードスケート選手権大会（1月28日〜29日、 カナダ カルガリー）

### フィギュアスケート
- 四大陸フィギュアスケート選手権（2月9日〜12日、 アメリカ合衆国・コロラドスプリングス）
男子シングルス優勝: パトリック・チャン( カナダ)
女子シングルス優勝: アシュリー・ワグナー( アメリカ合衆国)
ペア優勝: 隋文静&韓聰( 中国)
アイスダンス優勝: テッサ・ヴァーチュ&スコット・モイア( カナダ)

## 体操

### 体操競技
- 第66回全日本体操競技個人総合選手権大会（4月7日〜8日、代々木第一体育館）
男子個人総合優勝: 内村航平（コナミ）92.650（5年連続5回目）
女子個人総合優勝: 田中理恵（日本体育大学研究員）56.450（初優勝）
- 第51回NHK杯体操選手権（5月4日〜5日、代々木第一体育館）
男子個人総合優勝: 内村航平（コナミ）93.300（4年連続4回目）
女子個人総合優勝: 田中理恵（日本体育大学研究員）55.650（初優勝）

## 卓球
- 全日本卓球選手権大会（1月17日 - 22日、東京体育館）
男子シングルス優勝: 吉村真晴(野田学園高等学校）（初優勝）
女子シングルス優勝: 福原愛（ANA）（初優勝）
男子ダブルス優勝: 水谷隼（明治大学）、岸川聖也（スヴェンソン）（2年ぶり5回目）
女子ダブルス優勝: 藤井寛子&若宮三紗子（日本生命）（3年連続3回目）
混合ダブルス優勝: 松平賢二（青森大学）、若宮三紗子（日本生命）（初優勝）

## テニス

### グランドスラム
- 全豪オープン（1月16日 - 29日）
  - 男子シングルス優勝：ノバク・ジョコビッチ( セルビア)（2年連続3回目）
  - 女子シングルス優勝：ビクトリア・アザレンカ( ベラルーシ)（初優勝）
  - 男子ダブルス優勝：リーンダー・パエス( インド)&ラデク・ステパネク組( チェコ)（初優勝）
  - 女子ダブルス優勝：スベトラーナ・クズネツォワ&ベラ・ズボナレワ 組( ロシア)（初優勝）
  - 混合ダブルス優勝：ホリア・テカウ( ルーマニア)&ベサニー・マテック＝サンズ組( アメリカ合衆国)（初優勝）
- 全仏オープン（5月27日 - 6月11日・雨天の為大会会期1日延長）
  - 男子シングルス優勝：ラファエル・ナダル( スペイン)（3年連続7回目）
  - 女子シングルス優勝：マリア・シャラポワ( ロシア)（初優勝）
  - 男子ダブルス優勝：マックス・ミルヌイ( ベラルーシ)&ダニエル・ネスター組( カナダ)（2年連続2回目）
  - 女子ダブルス優勝：サラ・エラニ&ロベルタ・ビンチ 組( イタリア)（初優勝）
  - 混合ダブルス優勝：マヘシュ・ブパシ&サニア・ミルザ組( インド)（初優勝）
- ウィンブルドン（6月25日 - 7月8日）
  - 男子シングルス優勝：ロジャー・フェデラー( スイス)（3年ぶり7回目）
  - 女子シングルス優勝：セリーナ・ウィリアムズ( アメリカ合衆国)（2年ぶり5回目）
  - 男子ダブルス優勝：ジョナサン・マレー( イギリス)&フレデリク・ニールセン組( デンマーク)（初優勝）
  - 女子ダブルス優勝：ビーナス・ウィリアムズ&セリーナ・ウィリアムズ組( アメリカ合衆国)（3年ぶり5回目）
  - 混合ダブルス優勝：マイク・ブライアン&リサ・レイモンド組( アメリカ合衆国)（初優勝）
- 全米オープン（8月27日 - 9月10日・雨天の為大会会期1日延長）
  - 男子シングルス優勝：アンディ・マレー( イギリス)（初優勝）
  - 女子シングルス優勝：セリーナ・ウィリアムズ( アメリカ合衆国)（4年ぶり4回目）
  - 男子ダブルス優勝：マイク・ブライアン&ボブ・ブライアン組( アメリカ合衆国)（2年ぶり4回目）
  - 女子ダブルス優勝：サラ・エラニ&ロベルタ・ビンチ組( イタリア)（初優勝）
  - 混合ダブルス優勝：エカテリーナ・マカロワ( ロシア)&ブルーノ・ソアレス組( ブラジル)（初優勝）

### ロンドンオリンピック
- （7月28日 - 8月5日）
  - 男子シングルス金メダル：アンディ・マレー( イギリス)（初）
  - 女子シングルス金メダル：セリーナ・ウィリアムズ( アメリカ合衆国)（初）
  - 男子ダブルス金メダル：マイク・ブライアン&ボブ・ブライアン組( アメリカ合衆国)（初）
  - 女子ダブルス優勝：ビーナス・ウィリアムズ&セリーナ・ウィリアムズ組( アメリカ合衆国)（2大会連続3回目）
  - 混合ダブルス優勝：ビクトリア・アザレンカ&マックス・ミルヌイ( ベラルーシ)（初)

### デビスカップ・フェドカップ
- デビスカップ決勝（11月16日～11月18日、チェコ・プラハ）  チェコ （3勝2敗）  スペイン
- フェドカップ決勝（11月3日～11月4日、チェコ・プラハ）  チェコ （3勝1敗）  セルビア
  - 同一国がデビスカップとフェドカップを同時に優勝するのは1990年のアメリカ以来22年ぶり。

### 日本
- 第87回全日本テニス選手権（11月3日～11日、東京都・有明テニスの森公園）
  - 男子単決勝 杉田祐一 2 - 0 伊藤竜馬
  - 女子単決勝 高雄恵利加 2 - 1 山外涼月

## バドミントン
- トマス杯（5月20日～27日、 中国・武漢）
決勝:  中国 3-0  韓国
- ユーバー杯（5月20日～26日、 中国・武漢）
決勝:  中国 3-0  韓国
- ロンドンオリンピック（7月28日～8月5日、 イギリス・ロンドン・ウェンブリー・アリーナ）
男子シングルス優勝: 林丹( 中国)
女子シングルス優勝: 李雪芮( 中国)
男子ダブルス優勝: 蔡贇、傅海峰( 中国)
女子ダブルス優勝: 田卿、趙芸蕾( 中国)
混合ダブルス優勝: 張楠、趙芸蕾( 中国)
- 第66回全日本総合バドミントン選手権大会（12月3日～9日、国立代々木競技場第二体育館）
男子シングルス優勝: 田児賢一（NTT東日本）
女子シングルス優勝: 今別府香里（パナソニック）
男子ダブルス優勝: 早川賢一、遠藤大由（日本ユニシス）
女子ダブルス優勝: 髙橋礼華、松友美佐紀（日本ユニシス）
混合ダブルス優勝: 嘉村健士（トナミ運輸）、米元小春（パナソニック）

## ハンドボール

### 国際大会
- アジア男子ハンドボール選手権（1月26日〜2月5日）

### 国内大会
- 第64回全日本総合ハンドボール選手権大会（12月19日〜23日・大阪市中央体育館）
男女とも東北地方太平洋沖地震の影響のためプレーオフが行われず、レギュラーシーズンの順位が最終順位になった。
男子優勝: 湧永製薬28-23トヨタ車体（8年ぶり14回目）
女子優勝: オムロン20-19北國銀行（2年連続15回目）

## プロレス
- プロレス大賞MVP：オカダ・カズチカ（新日本プロレス）初受賞
- チャンピオン・カーニバル（全日本プロレス） 優勝：太陽ケア（2度目）
- G1クライマックス（新日本プロレス）優勝：オカダ・カズチカ（初優勝）
- 世界最強タッグ決定リーグ戦（全日本プロレス） 優勝：大森隆男&征矢学「GET WILD」組（初優勝）

## ボート
- 全日本軽量級選手権大会（5月18日〜20日）

## ボクシング

### 日本のジム所属選手の世界戦
| 開催日   | 会場                                                         | タイトル種別                               | 対戦者                              | 結果                   | 対戦者                                            |
| -------- | ------------------------------------------------------------ | ------------------------------------------ | ----------------------------------- | ---------------------- | ------------------------------------------------- |
| 2月19日  | 大阪府豊中市 よみうり文化ホール                              | WBA女子世界ミニマム級 タイトルマッチ       | 多田悦子 （王者/フュチュール）      | ☆判定★                 | マリア・サリナス （7位/ メキシコ）                |
| 2月19日  | 大阪府豊中市 よみうり文化ホール                              | WBA女子世界ライトミニマム級 タイトルマッチ | 安藤麻里 （王者/フュチュール）      | ☆判定★                 | マリア・ヒメネス （4位/ メキシコ）                |
| 3月27日  | 東京都文京区 後楽園ホール                                    | WBC世界スーパーフライ級 タイトルマッチ     | 佐藤洋太 （3位/協栄）               | ☆判定★                 | スリヤン・ソー・ルンヴィサイ （王者/ タイ）       |
| 4月4日   | 神奈川県横浜市港北区 横浜アリーナ                            | WBA世界スーパーフライ級 王座統一戦         | 清水智信 （休養王者/金子）          | ★9回2分15秒TKO☆        | テーパリット・ゴーキャットジム （正規王者/ タイ） |
| 4月4日   | 神奈川県横浜市港北区 横浜アリーナ                            | WBA世界バンタム級 タイトルマッチ           | 亀田興毅 （王者/亀田）              | ☆判定★                 | ノルディー・マナカネ （12位/ インドネシア）       |
| 4月6日   | 東京都千代田区 東京国際フォーラム                            | WBC世界スーパーフェザー級 タイトルマッチ   | 粟生隆寛 （王者/帝拳）              | ☆判定★                 | ターサク・ゴーキャットジム （1位/ タイ）          |
| 4月6日   | 東京都千代田区 東京国際フォーラム                            | WBC世界バンタム級 タイトルマッチ           | 山中慎介 （王者/帝拳）              | ☆判定★                 | ビック・ダルチニアン （4位/ オーストラリア）      |
| 5月5日   | シンガポール                                                 | WBA世界フェザー級 タイトルマッチ           | 木村章司 （14位/花形）              | ★判定☆                 | クリス・ジョン （スーパー王者/ インドネシア）     |
| 5月12日  | ウクライナ ·                                                 | WBA世界ミドル級 タイトルマッチ             | 淵上誠 （9位/八王子中屋）           | ★3回1分16秒TKO☆        | ゲンナジー・ゴロフキン （王者/ カザフスタン）     |
| 6月19日  | 東京都文京区 後楽園ホール                                    | WBC女子世界アトム級 タイトルマッチ         | 小関桃 （王者/青木）                | ☆判定★                 | ジュジース・ナガワ （8位/ フィリピン）            |
| 6月20日  | 大阪府大阪市浪速区 大阪府立体育会館                          | WBA・WBC世界ミニマム級 王座統一戦          | 八重樫東 （WBA王者/大橋）           | ★判定☆                 | 井岡一翔 （WBC王者/井岡）                         |
| 6月23日  | メキシコ プエブラ州                                          | WBC女子世界ライトフライ級 タイトルマッチ   | 富樫直美 （王者/ワタナベ）          | ★判定☆                 | エスメラルダ・モレノ （2位/ メキシコ）            |
| 7月8日   | 神奈川県横浜市中区 横浜文化体育館                            | WBC世界スーパーフライ級 タイトルマッチ     | 佐藤洋太 （王者/協栄）              | ☆判定★                 | シルベスター・ロペス （1位/ フィリピン）          |
| 7月9日   | 東京都文京区 後楽園ホール                                    | WBA女子世界スーパーフライ級 タイトルマッチ | 天海ツナミ （王者/アルファ）        | ★判定☆                 | 山口直子 （5位/白井・具志堅）                     |
| 7月14日  | アメリカ合衆国 カリフォルニア州ロサンゼルス                  | WBC女子世界フライ級 タイトルマッチ         | 真道ゴー （4位/クラトキ）           | ★判定☆                 | マリアナ・フアレス （王者/ メキシコ）             |
| 7月14日  | メキシコ                                                     | WBA女子世界バンタム級 タイトルマッチ       | 東郷理代 （アルファ）               | ★判定☆                 | ジェネス・ペレス （王者/ メキシコ）               |
| 7月16日  | 埼玉県春日部市 ウイングハット春日部                          | WBA世界スーパーフェザー級 タイトルマッチ   | 内山高志 （王者/ワタナベ）          | △3回1分15秒負傷により△ | マイケル・ファレナス （7位/ フィリピン）          |
| 7月16日  | 埼玉県春日部市 ウイングハット春日部                          | WBC世界フライ級 タイトルマッチ             | 五十嵐俊幸 （1位/帝拳）             | ☆判定★                 | ソニーボーイ・ハロ （王者/ フィリピン）           |
| 9月1日   | 大阪府大阪市住吉区 住吉スポーツセンター                      | WBA世界スーパーフライ級 タイトルマッチ     | 名城信男 （14位/六島）              | ★判定☆                 | テーパリット・ゴーキャットジム （王者/ タイ）     |
| 9月16日  | 大阪府豊中市 よみうり文化ホール                              | WBA女子世界ミニマム級 タイトルマッチ       | 多田悦子 （王者/フュチュール）      | ☆判定★                 | 柴田直子 （3位/ワールド）                         |
| 9月16日  | 大阪府豊中市 よみうり文化ホール                              | WBA女子世界ライトミニマム級 タイトルマッチ | 安藤麻里 （王者/フュチュール）      | ★判定☆                 | 宮尾綾香 （11位/大橋）                            |
| 10月6日  | メキシコ ナヤリット州テピク                                  | WBA女子バンタム級 タイトルマッチ           | 天海ツナミ （アルファ）             | ★判定☆                 | ジェネス・ペレス （王者/ メキシコ）               |
| 10月6日  | メキシコ ナヤリット州テピク                                  | WBA世界ミニマム級 暫定タイトルマッチ       | 三田村拓也 （9位/ワールドスポーツ） | ★4回終了TKO☆           | ヘスス・シルベストレ （暫定王者/ メキシコ）       |
| 10月13日 | アメリカ合衆国 カリフォルニア州カーソン スタブハブ・センター | WBO世界スーパーバンタム級 タイトルマッチ   | 西岡利晃 （WBC名誉王者/帝拳）       | ★9回1分54秒TKO☆        | ノニト・ドネア （WBO王者/ フィリピン）            |
| 10月27日 | 東京都千代田区 東京国際フォーラム                            | WBC世界スーパーフェザー級 タイトルマッチ   | 粟生隆寛 （王者/帝拳）              | ★判定☆                 | ガマリエル・ディアス （4位/ メキシコ）            |
| 10月28日 | 宮城県大崎市 大崎市古川総合体育館                            | WBC女子世界ミニフライ級 タイトルマッチ     | 藤岡奈穂子 （王者/竹原&畑山）       | ☆判定★                 | ビクトリア・アルゲッタ （3位/ メキシコ）          |
| 11月3日  | 宮城県仙台市太白区 ゼビオアリーナ仙台                        | WBC世界バンタム級 タイトルマッチ           | 山中慎介 （王者/帝拳）              | ☆7回36秒KO★            | トマス・ロハス （7位/ メキシコ）                  |
| 11月3日  | 宮城県仙台市太白区 ゼビオアリーナ仙台                        | WBC世界フライ級 タイトルマッチ             | 五十嵐俊幸 王者/帝拳）              | ☆判定★                 | ネストール・ナルバエス （9位/ アルゼンチン）      |
| 11月12日 | 東京都文京区 後楽園ホール                                    | WBA女子世界スーパーフライ級 タイトルマッチ | 山口直子 （王者/白井・具志堅）      | ☆判定★                 | フェディス・ロドリゲス （9位/ メキシコ）          |
| 12月4日  | 大阪府大阪市浪速区 大阪府立体育会館                          | WBA世界バンタム級 タイトルマッチ           | 亀田興毅 （王者/亀田）              | ☆判定★                 | ウーゴ・ルイス （1位/ メキシコ）                  |
| 12月17日 | 東京都文京区 後楽園ホール                                    | WBC女子世界アトム級 タイトルマッチ         | 小関桃 （王者/青木）                | ☆判定★                 | 花形冴美 （9位/花形）                             |
| 12月31日 | 東京都大田区 大田区総合体育館                                | WBA世界スーパーフェザー級 王座統一戦       | 内山高志 （正規王者/ワタナベ）      | ☆8回3分0秒TKO★         | ブライアン・バスケス （暫定王者/ コスタリカ）     |
| 12月31日 | 東京都大田区 大田区総合体育館                                | WBC世界スーパーフライ級 タイトルマッチ     | 佐藤洋太 （王者/協栄）              | ☆判定★                 | 赤穂亮 （5位/横浜光）                             |
| 12月31日 | 東京都大田区 大田区総合体育館                                | WBA世界スーパーフライ級 タイトルマッチ     | 河野公平 （14位/ワタナベ）          | ☆4回2分8秒KO★          | テーパリット・ゴーキャットジム （王者/ タイ）     |
| 12月31日 | 大阪府大阪市浪速区 大阪府立体育会館                          | WBA世界ライトフライ級 王座決定戦           | 井岡一翔 （2位/井岡）               | ☆6回2分50秒TKO★        | ホセ・アルフレド・ロドリゲス （5位/ メキシコ）    |
| 12月31日 | 大阪府大阪市浪速区 大阪府立体育会館                          | WBA世界ミニマム級 王座決定戦               | 宮崎亮 （2位/井岡）                 | ☆判定★                 | ポンサワン・ポープラムック （4位/ タイ）          |

## モータースポーツ

### 四輪カテゴリー
- ダカール・ラリー（1月1日〜15日、 アルゼンチン マル・デル・プラタ発、 ペルー リマ着）
四輪部門優勝: ステファン・ペテランセル / ジャン・ポール・コトレ（ フランス、ミニ）38時間54分46秒
- F1

- - ドライバーズチャンピオン:セバスチャン・ベッテル（ ドイツ、レッドブル・レーシング）281ポイント（3年連続3回目）
  - コンストラクターズチャンピオン:レッドブル・レーシング 460ポイント（3年連続3回目）
  - 2012モナコGP（5月27日、モナコ・モンテカルロ市街地コース）
優勝: マーク・ウェバー（ オーストラリア、レッドブル・レーシング）
  - 2012日本GP（10月7日、鈴鹿サーキット）
優勝: セバスチャン・ベッテル（ ドイツ、レッドブル・レーシング）
- WRC

- - 世界ドライバーズ・チャンピオンシップ : セバスチャン・ローブ（ フランス、シトロエン）
- WTCC

- - 世界ドライバーズ・チャンピオンシップ : ロバート・ハフ（ イギリス、シボレー）
  - レース・オブ・ジャパン（10月23日、鈴鹿サーキット）
R19優勝: アラン・メニュ（ スイス、シボレー）
R20優勝: ロバート・ハフ（ イギリス、シボレー）
- WEC

- - 世界ドライバーズ・チャンピオンシップ :マルセル・フェスラー( スイス)/アンドレ・ロッテラー( ドイツ)/ブノワ・トレルイエ( フランス)
（アウディスポーツ・チームヨースト( ドイツ)
  - 第80回ル・マン24時間レース（6月16日〜17日、フランス・ル・マンサルト・サーキット）
総合優勝 : マルセル・フェスラー( スイス)/アンドレ・ロッテラー( ドイツ)/ブノワ・トレルイエ( フランス)
（アウディスポーツ・チームヨースト( ドイツ)、アウディ・R18 e-tron クアトロ）378周
  - 富士6時間レース（10月14日、富士スピードウェイ）
総合優勝 : アレクサンダー・ヴルツ( オーストリア)、ニコラ・ラピエール( フランス)、中嶋一貴( 日本)
（トヨタ・レーシング( 日本)、トヨタ・TS030 HYBRID）233周
- インディカー・シリーズ

- - ドライバーズ・チャンピオンシップ : ライアン・ハンター＝レイ（ アメリカ合衆国、アンドレッティ・オートスポーツ/ダラーラ/シボレー）
  - インディ500（5月27日、アメリカ合衆国・インディアナポリス・モーター・スピードウェイ）
優勝: ダリオ・フランキッティ（ イギリス、チップ・ガナッシ・レーシング）
- フォーミュラ・ニッポン

- - シリーズチャンピオン：中嶋一貴（ 日本、PETRONAS TEAM TOM'S）
- SUPER GT

- - GT500クラスシリーズチャンピオン: 柳田真孝 / ロニー・クインタレッリ( イタリア)（S Road MOLA GT-R）
  - GT300クラスシリーズチャンピオン: 峰尾恭輔 / 横溝直輝（エンドレス TAISAN 911）

### 二輪カテゴリー
- ダカール・ラリー（1月1日〜15日、 アルゼンチン マル・デル・プラタ発、 ペルー リマ着）
二輪部門優勝: シリル・デプレ（ フランス、KTM）43時間28分11秒
- MotoGP

- - MotoGPクラス世界ライダーズ・チャンピオンシップ：ホルヘ・ロレンソ（ スペイン、ヤマハ・ファクトリー・レーシング）
  - 日本グランプリ（10月14日、ツインリンクもてぎ）
MotoGPクラス優勝: ダニ・ペドロサ（ スペイン、ホンダ）
- 鈴鹿8時間耐久ロードレース（三重県・鈴鹿サーキット、7月31日）
  - 総合優勝: 秋吉耕佑/ジョナサン・レイ( イギリス)/岡田忠之（F.C.C. TSR Honda）215周
- 全日本ロードレース選手権

- - JSB1000クラスシリーズチャンピオン：中須賀克行（ヤマハYSPレーシングチーム）

## ラグビー

### 第49回日本選手権
- 決勝：3月18日 東京・秩父宮ラグビー場
サントリーサンゴリアス 21-9 パナソニックワイルドナイツ(2年連続5回目）
- ジャパンラグビートップリーグ レギュラーシズン - 2月5日
1位 : サントリーサンゴリアス 勝点57
2位 : 東芝ブレイブルーパス 勝点55
3位 : パナソニック ワイルドナイツ 勝点53
4位 : NECグリーンロケッツ 勝点41

の4チームがマイクロソフトカップに進出
- マイクロソフトカップ決勝（秩父宮ラグビー場・2月26日）
 サントリーサンゴリアス 47-28 パナソニック ワイルドナイツ(4年ぶり2回目）

### 日本の学生ラグビー
- 第90回全国高等学校ラグビーフットボール大会決勝（近鉄花園ラグビー場・1月7日）
東福岡（福岡）36 - 24 東海大仰星（大阪第3）（東福岡は3年連続4回目の優勝）
- 第48回全国大学ラグビーフットボール選手権大会決勝（国立霞ヶ丘競技場陸上競技場・1月8日）
帝京大学15- 12天理大学（3年連続3回目）

## 陸上競技

### トラック&フィールド

#### 選手権大会
- 第30回オリンピック競技大会（8月3日〜8月12日、 イギリス・ロンドン）
- 第14回世界室内陸上競技選手権大会（3月9日〜3月11日、 トルコ・イスタンブール）
- 第14回世界ジュニア陸上競技選手権大会（7月10日〜7月15日、 スペイン・バルセロナ）
- 第21回ヨーロッパ陸上競技選手権大会（6月27日〜7月1日、 フィンランド・ヘルシンキ）
- 第18回アフリカ陸上競技選手権大会（6月27日〜7月1日、 ベナン・ポルトノボ）
- 第11回オセアニア陸上競技選手権大会（6月27日〜6月29日、 オーストラリア・ケアンズ）
- 第5回アジア室内陸上競技選手権大会（2月18日〜2月19日、 中華人民共和国・杭州）
- 第15回アジアジュニア陸上競技選手権大会（6月9日〜6月12日、 スリランカ・コロンボ）

#### IAAFダイヤモンドリーグ
- 2012年IAAFダイヤモンドリーグ（5月11日〜9月7日、11ヶ国14都市）

#### 日本国内大会
- 第96回日本陸上競技選手権大会（6月8日〜6月10日、長居陸上競技場）
- 第96回日本陸上競技選手権大会混成競技（6月2日〜6月3日、長野市営陸上競技場）
- 第96回日本陸上競技選手権リレー競技大会（10月26日〜10月28日、横浜国際総合競技場）
- ゴールデングランプリ川崎（5月6日、等々力陸上競技場）
- 第60回全日本実業団対抗陸上競技選手権大会（9月21日〜9月23日、東平尾公園博多の森陸上競技場）
- 第81回日本学生陸上競技対校選手権大会（9月9日〜9月12日、国立競技場）
- 第65回全国高等学校陸上競技対校選手権大会（7月29日〜8月2日、新潟スタジアム）

### クロスカントリー
- 第18回世界学生クロスカントリー選手権大会（4月14日、 ポーランド・ウッチ）
- 第12回アジアクロスカントリー選手権大会（3月24日、 中華人民共和国・清鎮）
- 第47回千葉国際クロスカントリー大会（2月12日、千葉市昭和の森公園）
- 第26回福岡国際クロスカントリー大会（2月25日、国営海の中道海浜公園）

### 競歩
- IAAFワールドカップ競歩（5月12日〜5月13日、 ロシア・サランスク）
- 第95回日本陸上競技選手権大会男子20キロ 女子20キロ競歩（2月19日、神戸市東灘区）
- 第96回日本陸上競技選手権大会50キロ競歩（4月15日、石川県輪島市）

### ハーフマラソン
- 第20回世界ハーフマラソン選手権大会（10月6日、 ブルガリア・カヴァルナ）
- 第66回香川丸亀国際ハーフマラソン（2月6日、香川県立丸亀競技場発着）
- 第55回札幌国際ハーフマラソン（7月3日、札幌市円山競技場発着）

### マラソン

#### ワールドマラソンメジャーズ
2011-2012男子総合優勝:
2011-2012女子総合優勝:
- ボストンマラソン（4月16日）
  - 男子優勝:  ウェズリー・コリール（英語版） (KEN) 2時間12分40秒
  - 女子優勝:  シャロン・チェロップ（英語版） (KEN) 2時間31分50秒
- ロンドンマラソン（4月22日）
  - 男子優勝:  ウィルソン・キプサング・キプロティチ (KEN) 2時間04分44秒
  - 女子優勝:  メアリー・ケイタニー (KEN) 2時間18分37秒
- ロンドンオリンピック
  - 男子マラソン（8月12日）優勝:  スティーブン・キプロティチ (UGA) 2時間08分01秒
  - 女子マラソン（8月5日）優勝:  ティキ・ゲラナ (ETH) 2時間23分07秒
- ベルリンマラソン（9月30日）
  - 男子優勝:  ジョフリー・ムタイ (KEN) 2時間04分15秒
  - 女子優勝:  アベル・ケベデ（英語版） (ETH) 2時間20分30秒
- シカゴマラソン（10月7日）
  - 男子優勝:  ツェガエ・ケベデ (ETH) 2時間04分38秒
  - 女子優勝:  アツェデ・バイッサ（英語版） (ETH) 2時間22分03秒
- ニューヨークシティマラソン（11月4日）
  - 男子優勝: ハリケーン・サンディの影響により中止
  - 女子優勝: 同上

#### 日本国内大会

##### 男子
- 第61回別府大分毎日マラソン（2月5日、大分県大分市・大分マリーンパレス水族館（うみたまご）前スタート/大分市営陸上競技場ゴール）
  - 優勝：アルン・ジョロゲ（ ケニア/小森コーポレーション） 2時間9分38秒（大会初優勝）
  - 日本勢最高：松村康平（三菱重工長崎） 2時間11分18秒（4位）
- 第67回びわ湖毎日マラソン（3月4日、滋賀県大津市・皇子山陸上競技場発着）
  - 優勝：サムエル・ドゥング（ドイツ語版）（ ケニア/愛知製鋼）2時間7分04秒（大会初優勝）
  - 日本勢最高：山本亮（佐川急便） 2時間8分44秒（4位）
- 第66回福岡国際マラソン（12月2日、福岡県福岡市中央区・平和台陸上競技場発着）
  - 優勝：ジョセフ・ギタウ（ ケニア/JFEスチール） 2時間6分58秒（大会初優勝）
  - 日本勢最高：堀端宏行（旭化成） 2時間8分24秒（2位）

##### 女子
- 第31回大阪国際女子マラソン（1月29日、大阪府大阪市東住吉区・長居陸上競技場発着）
  - 優勝：重友梨佐（ 日本/天満屋） 2時間23分23秒（大会初優勝）
- 名古屋ウィメンズマラソン2012 （3月11日 愛知県名古屋市東区ナゴヤドーム前スタート/ナゴヤドーム内ゴール
  - 優勝：アルビナ・マヨロワ( ロシア) 2時間23分52秒（初優勝）
  - 日本勢最高：尾崎好美(第一生命） 2時間24分14秒(2位）
- 第4回横浜国際女子マラソン（11月18日、神奈川県横浜市中区・山下公園前スタート/山下公園内ゴール）
  - 優勝：リディア・チェロメイ( ケニア) 2時間23分07秒（大会新記録）（初優勝）
  - 日本勢最高：那須川瑞穂（ユニバーサルエンターテインメント） 2時間26分42秒（2位）

##### 総合
- 東京マラソン2012
  - 2月26日 東京都新宿区：東京都庁スタート/東京都江東区：東京国際展示場ゴール
  - 男子優勝：マイケル・キピエゴ( ケニア) 2時間7分37秒（初優勝）
  - 日本勢最高：藤原新(東京都陸上競技協会） 2時間7分48秒(2位）
  - 女子優勝：アツェデ・ハブタム( エチオピア) 2時間25分28秒
  - 日本勢最高：大久保絵里(セカンドウィンドAC） 2時間26分08秒(4位）

### 駅伝

#### 総合
- 第24回国際千葉駅伝（11月23日、千葉県千葉市稲毛区・千葉県総合スポーツセンター陸上競技場発着）
  - 優勝 :( ケニア) 2時間5分6秒（2年連続2回目・男女混合レース化以降）

#### 男子
- 第56回全日本実業団駅伝（1月1日、群馬県前橋市・群馬県庁前発着）
  - 優勝: 日清食品グループ 4時間49分32秒（2年ぶり2回目）
- 第88回東京箱根間往復大学駅伝競走（1月2日 - 3日、東京都千代田区読売新聞本社前⇔神奈川県足柄下郡箱根町・芦ノ湖）
  - 総合優勝：東洋大学10時間51分36秒（大会新記録）（2年ぶり3回目）
  - 往路優勝：東洋大学 5時間24分45秒(往路新記録） （4年連続4回目）
  - 復路優勝：東洋大学 5時間26分51秒（復路新記録）（3年ぶり2回目）
- 第17回天皇盃全国都道府県対抗男子駅伝競走大会（1月22日、広島市中区・平和記念公園前発着）
  - 優勝：兵庫県 2時間20分19秒 （2年ぶり5回目）
- 第24回出雲全日本大学選抜駅伝競走（10月8日、島根県出雲市・出雲大社スタート/出雲ドーム前ゴール）
  - 優勝：青山学院大学 2時間9分41秒（大会新記録）（大会初優勝）
- 第44回全日本大学駅伝対校選手権大会（11月4日、愛知県名古屋市熱田区・熱田神宮西門前スタート/三重県伊勢市・伊勢神宮内宮宇治橋ゴール）
  - 優勝：駒澤大学 5時間12分43秒（大会新記録）（2年連続10回目）
- 第63回全国高等学校駅伝競走大会・男子（12月23日、京都府京都市右京区・西京極陸上競技場発着）
  - 優勝：豊川高等学校（愛知県） 2時間2分55秒 （初出場で初優勝）

#### 女子
- 第30回皇后盃全国都道府県対抗女子駅伝競走大会（1月15日、京都府京都市右京区・西京極陸上競技場発着）
  - 優勝：大阪府 2時間16分37秒 （19年ぶり2回目）
- 第30回全日本大学女子駅伝対校選手権大会（10月28日、宮城県仙台市宮城野区・仙台市陸上競技場スタート/仙台市青葉区・仙台市役所前市民広場ゴール）
  - 優勝：立命館大学 2時間6分5秒 （2年連続7回目）
- 第32回全日本実業団対抗女子駅伝競走大会（12月16日、宮城県宮城郡松島町・中央公民館前スタート/仙台市宮城野区・仙台市陸上競技場ゴール）
  - 優勝：ユニバーサルエンターテインメント 2時間17分35秒 （大会初優勝）
- 第24回全国高等学校駅伝競走大会・女子（12月23日、京都府京都市右京区・西京極陸上競技場発着）
  - 優勝：立命館宇治高等学校（京都府） 1時間7分22秒 （5年ぶり3回目）

## レスリング
- アジアレスリング選手権（2月16日〜19日）

## 死去

### 上半期
- 1月2日 - 林由郎（千葉県、ゴルフ * 1922年）
- 1月2日 - 栄太呂（栃木県、大相撲【呼出】 * 1937年）
- 1月2日 - 真樹日佐夫（東京都、空手 * 1940年）
- 1月7日 - 栃纒勇光（神奈川県、大相撲 * 1959年）
- 1月10日 - 桜井孝雄（千葉県、ボクシング【第12代東洋バンタム級王者】* 1941年）
- 1月12日 - MS1 （ メキシコ、プロレス * 1956年）
- 1月13日 - ミリャン・ミリャニッチ（ ユーゴスラビア、サッカー【ユーゴスラビア代表元監督】 *1930年）
- 1月13日 - チチカステナンゴ （ フランス、競走馬 * 1998年）
- 1月14日 - 堀本律雄（大阪府、野球 * 1935年）
- 1月15日 - 坂井宏朱（石川県、オートレース * 1984年）
- 1月19日 - サラ・バーク（ カナダ、フリースタイルスキー * 1982年）
- 1月20日 - イジー・ラシュカ（ チェコスロバキア、ノルディックスキー * 1941年）
- 1月22日 - ジョー・パターノ（ アメリカ合衆国、アメリカンフットボール * 1926年）
- 1月23日 - 小島貞博（北海道、競馬 * 1951年）
- 1月27日 - イシュトバーン・ロージャヴェルギ（ ハンガリー、陸上競技 * 1929年）
- 1月29日 - フランソワ・ミゴール（ フランス、レーシングドライバー * 1944年）
- 2月1日 - アンジェロ・ダンディー（ アメリカ合衆国、ボクシング【モハメッド・アリのトレーナー】 * 1921年）
- 2月1日 - 大谷泰司 - （野球 * 1932年）
- 2月1日 - インゴルフ・モルク（ ノルウェー、ノルディックスキー * 1947年）
- 2月2日 - スリープレスナイト（競走馬 * 2004年）
- 2月13日 - 久島海啓太（和歌山県、大相撲【年寄：田子ノ浦】* 1965年）
- 2月14日 - マイク・ベルナルド（ 南アフリカ共和国、格闘技 * 1969年）
- 2月15日 - 及川勉（競馬記者 * 1948年）
- 2月16日 - ゲイリー・カーター（ アメリカ合衆国、野球 * 1954年）
- 2月21日 - 河村保彦（岐阜県、野球 * 1940年）
- 2月26日- 米田一典（広島県、バレーボール * 1950年）
- 2月27日 - 服部力（三重県、野球 * 1923年）
- 3月2日 - ベラ・ドユノワ（ロシア語: Дуюнова, Вера Илларионовна、 ソビエト連邦、バレーボール * 1945年）[119]
- 3月2日 - ダグ・ファーナス（ アメリカ合衆国、プロレス * 1961年）
- 3月4日 - 東出康博 （和歌山県、野球 * 1950年）
- 3月6日 - マルコス・アロンソ・イマス（ スペイン、サッカー * 1933年）
- 3月6日 - ヴォジミエシュ・スモラレク （ ポーランド、サッカー * 1957年）
- 3月10日 - フリオ・セサール・ゴンザレス（ メキシコ、ボクシング * 1976年）
- 3月14日 - 榎本喜八（東京都、野球 * 1936年）
- 3月20日 - 大心昇（北海道、大相撲 * 1937年）
- 3月23日 - 会田豊彦（山形県、野球 * 1937年）
- 3月24日 - ヴィゴール・ボボレンタ（ イタリア、バレーボール * 1974年）
- 3月27日 - 浜田義雄（東京都、野球 * 1926年）
- 3月27日 - エスタニスラオ・バソラ（ スペイン サッカー * 1926年）
- 3月30日 - フランチェスコ・マンチーニ（ イタリア、サッカー * 1968年）
- 4月3日 - セニア・スタット＝デ・ヨング （ オランダ、陸上競技 * 1922年）
- 4月3日 - ホセ・マリア・サラガ（ スペイン、サッカー * 1930年）
- 4月3日 - チーフ・ジェイ・ストロンボー （ アメリカ合衆国、プロレス、1928年）
- 4月7日 - メジロパーマー（北海道、競走馬 * 1987年）
- 4月14日 - 永男（東京都、大相撲【呼出】 * 1930年）
- 4月14日 - 内田正一（東京都、ボクシング 【審判員】 * 1938年）[120]
- 4月14日 - ピエルマリオ・モロジーニ（ イタリア、サッカー * 1986年）
- 4月15日 - マレー・ローズ（ オーストラリア、競泳 * 1939年）
- 4月16日 - 加藤修甫（千葉県、競馬 * 1935年）[121]
- 4月17日 - 工藤祐信（スピードスケート * 1927年）
- 4月17日 - スタン・ジョンソン（ アメリカ合衆国、野球* 1937年）
- 4月17日 - 小野坂清 （大阪府、野球 * 1942年）
- 4月19日 - グスタフ・ヤンション（ スウェーデン、陸上競技 * 1922年）
- 4月19日 - ワレリー・ワシリエフ（ ソビエト連邦、アイスホッケー * 1949年）
- 4月26日 - ダイナガリバー（北海道、競走馬 * 1983年）
- 4月30日 - アレクサンダー・ダーレ・オーエン（ ノルウェー、競泳 * 1985年）
- 5月2日 - ジュニア・セアウ（ アメリカ合衆国、アメリカンフットボール * 1969年）
- 5月3日 - 竹内宏介（プロレス評論家 * 1947年）
- 5月4日 - ランディ・イエキニ（ ナイジェリア、サッカー * 1963年）
- 5月6日 - マルセロ・ポンテス・ロペス（ ブラジル、サッカー * 1966年）
- 5月25日 - エドアルド・マンジャロッチ（ イタリア、フェンシング ）[122]
- 5月29日 - 浅見国一（岐阜県、競馬 * 1921年）[123]

### 下半期
- 7月2日 - 小山勉（香川県、バレーボール、* 1936年）[124]
- 7月5日 - 石井広三（三重県、ボクシング、* 1977年）[125]
- 7月7日 - 坂本照雄（神奈川県、競輪、* 1972年）[126]
- 8月11日 - 稲葉光雄（静岡県、野球、* 1948年）[127]
- 10月11日 - 亀高素吉（兵庫県、ラグビー、* 1926年）[128]
- 12月25日（遺体発見） - 青木芳之（神奈川県、競馬、* 1977年）[129]